# Dmitrij Filippov
Dmitrij Rudolfovitj Filippov (ryska: Дмитрий Рудольфович Филиппов), född 19 maj 1969 i Krasnodar, är en rysk före detta handbollsspelare (mittnia och vänstersexa).

## Klubbar
- SKIF Krasnodar (–1994)
- UMF Stjarnan (1994–1996)
- LTV Wuppertal (1996–2001)
- HC Empor Rostock (2001–2002)
- SV Anhalt Bernburg (2002–2007)
- HC Aschersleben (2007–2011)

## Meriter
- EM 1994:  Silver
- EM 1996:  Guld
- OS 1996: 5:a
- VM 1999:  Silver
- EM 2000:  Silver
- OS 2000:  Guld